# Ravensara dealbata
Ravensara dealbata är en lagerväxtart som först beskrevs av John Gilbert Baker, och fick sitt nu gällande namn av André Joseph Guillaume Henri Kostermans. Ravensara dealbata ingår i släktet Ravensara och familjen lagerväxter. Inga underarter finns listade i Catalogue of Life.